# Kallós Zoltán
Kallós Zoltán (Válaszút, Románia, 1926. március 26. – Válaszút, 2018. február 14.) a Nemzet Művésze címmel kitüntetett, kétszeres Kossuth-díjas erdélyi magyar néprajzkutató, népzenegyűjtő; a Magyar Corvin-lánc tulajdonosa. A Magyar Művészeti Akadémia Népművészeti, Néprajzi Tagozatának tagja (2005).
Népzenei gyűjtőmunkájának eredményeként mintegy 15 ezer dallamot jegyzett le, valamint 26 kazettát és számos CD-t jelentetett meg. Nagy szerepet játszott az erdélyi és a magyarországi táncházmozgalom létrejöttében és elterjedésében.

## Életpályája
Középiskolai tanulmányait Kolozsváron és Sepsiszentgyörgyön folytatta, Kolozsváron tanítói oklevelet szerzett (1946). Tanítóként dolgozott a kalotaszegi Magyarvistán (1946–50) és a moldvai Lészpeden (1956–57), közben elvégezte a kolozsvári Gheorghe Dima Zeneakadémiát (1955), szakirányító a marosvásárhelyi Népi Alkotások Házánál (1957–58), 1958-ban rövid időre bebörtönözték politikai nézetei miatt, újra tanító, majd faipari vállalati alkalmazott Gyimesben (1959–68). Szabad művészi pályára lépve a kolozsvári ifjúsági táncház mozgalom egyik tanácsadója lett.
Első írását a Kolozsvári Református Kollégium Remény című diáklapja közölte (1943). Néhány tanulmánya és cikke a Művelődés és Utunk, a budapesti Néprajzi Közlemények és Tánctudományi Tanulmányok, a kecskeméti Forrás, a debreceni Műveltség és Hagyomány hasábjain jelent meg.
A Mezőségen, Kalotaszegen, Moldvában és Gyimesben gyűjtötte a folklórnak úgyszólván minden műfaját, különösen az énekes és hangszeres zenét, a népszokásokat és a szokásköltészetet. Nagy sikert aratott gyűjteménye, a Balladák könyve (Szabó T. Attila gondozásában és bevezető tanulmányával, 1970) Budapesten három új kiadást ért meg (1973, 1974, 1977). Tartalmával – 259 ballada és további 8 ballada meseváltozata – a leggazdagabb magyar balladagyűjtemények egyike, mennyiségi értékét pedig megsokszorozza minősége: négy néprajzilag jelentős táj balladaköltészetének újabb termésével együtt a feledésre ítélt archaikus típusokat és változatokat mentette meg a művelődés számára, jórészt dallamokkal. Új guzsalyam mellett című másik könyve (1973) egy klézsei öregasszony, a 76 éves Miklós Gyurkáné Szályka Rózsa énekes repertoárjának (balladák és dalok) monografikus gyűjteménye: szövegtár dallamokkal és hanglemezmelléklettel, egyszersmind első kísérlet a magyar balladakutatásban egy személyi monográfia összeállítására.
1992-ben létrehozta a Kallós Zoltán Alapítványt, amelynek keretében szórványvidékeken élő magyar gyermekek anyanyelvi oktatását szervezik meg Válaszúton bentlakásos rendszerben, s ezen kívül foglalkozásokat tartanak számukra, megismertetik velük a hagyományos eszközöket, mesterségeket, népdalokat, néptáncokat. Az alapítvány ma is hatékonyan működik, évente számos népzenei tábort szervez. Életének utolsó évtizedeiben Kallós Zoltán Kolozsváron és Válaszúton élt és alkotott.
A halála után megjelent „Homo históriák – kilépni a láthatatlanságból” című kötetben megjelent interjúban vallott homoszexualitásáról. A Ceaușescu-korszak titkosszolgálata, a Securitate előtt ismert volt Kallós melegsége, amiért a román hatóságok többször is meghurcolták, börtönben is ült miatta.

## Könyvek
- Balladák könyve: Élő hazai magyar népballadák. Kallós Zoltán gyűjtése; Szabó T. Attila gondozásában. Bukarest: Kriterion. 1970
  - Balladák könyve: Élő hazai magyar népballadák. Kallós Zoltán gyűjtése; Szabó T. Attila gondozásában. Bukarest: Kriterion. 1971
  - Balladák könyve: Élő erdélyi és moldvai magyar népballadák. Budapest: Magyar Helikon. 1973
  - Balladák könyve: Élő erdélyi és moldvai magyar népballadák. Budapest: Magyar Helikon. 1974 ISBN 9632073053
  - Balladák könyve: Élő erdélyi és moldvai magyar népballadák. Budapest: Magyar Helikon. 1977 ISBN 9632073967
- Új guzsalyam mellett: Éneklettem én özvegyasszon Miklós Gyurkáné Szályka Rózsa […]. Lejegyezte, bevezetővel és jegyzetekkel ellátta Kallós Zoltán. Bukarest: Kriterion, 1973
- 1977 – Tánc- és lakodalmi kiáltások (Budapest)
- 1989 – Tegnap a Gyimesben jártam: Gyimes-völgyi lírai dalok (Martin Györggyel közösen, Budapest, 1989)
- 1996 – Ez az utazólevelem: Balladák új könyve (kazettával) Akadémiai Kiadó
- 2003 – Világszárnya: moldvai magyar népmesék (Stúdium, Kolozsvár)
- 2004 – Elindulék este guzsalyasba…: moldvai magyar népköltészet (Stúdium, Kolozsvár)
- Válaszút vándora. Kallós Zoltánnal beszélget Benkei Ildikó; előszó Sólyom László; Kairosz, Bp., 2005 (Magyarnak lenni)
- A Mezőségtől Moldváig. Kallós Zoltán útjai; riporter Ablonczy Bálint; Helikon, Bp., 2013
- Balladás könyv. Válaszút: Kallós Zoltán Alapítvány. 2014 ISBN 9789730178456
- Kallós Zoltán világa; riporter Ablonczy Bálint; Helikon, Bp., 2016

## Hanglemezek
- Észak-mezőségi magyar népzene I–IV. (Gyűjtötte: Kallós Zoltán, Martin György, szerkesztette: Halmos Béla), Hungaroton, SLPX 18107-11
- 1984 – Kallós Zoltán kedves dalai – Romániai magyar népdalok (ének – Kallós Zoltán, furulya – Juhász Zoltán [A/3], Muzsikás együttes [B/1;6], szerkesztette: Kallós Zoltán és Halmos Béla), Hungaroton, SLPX 18110
- 1990 – Kalotaszegi magyar népzene – Nádasmente – Méra. (Gyűjtötte: Kallós Zoltán és Martin György), Hungaroton, SLPX 18150-51
- Uram, irgalmazz nékünk! Moldvai szentes énekek és imádságok Archiválva 2021. május 16-i dátummal a Wayback Machine-ben. Szerk. Pávai István. Pentaton, Marosvásárhely, 1993

## Kazetták
- Gyere haza édes fiam – Moldvai magyar népzene
- Karácsonykor éjféltájba – Észak-mezőségi magyar népzene – Mezőkeszü
- Észak-mezőségi magyar népzene – Tóvidék: Cege–Feketelak, Vasasszentgotthárd
- Kalotaszegi magyar népzene
- Marosszéki magyar népzene
- Észak-mezőségi magyar népzene – Válaszút–Bonchida
- Mezőségi magyar–román népzene – Bonchida
- Észak-mezőségi magyar népzene – Bonchida–Válaszút
- Gyimesi magyar népzene Pulika János emlékére
- Mezőségi magyar népzene – Magyarszovát
- Gyimes-völgyi magyar népzene Csorba Anna emlékére
- Mezőségi magyar népzene – Nagysajó
- Mezőségi magyar népzene – Visa
- Mezőségi magyar népzene – Ördöngösfüzes
- Mezőségi magyar népzene – Mezőkeszü
- Kalotaszegi magyar népzene – Nádasmente–Méra

## CD-k
- 1996 – Magyarpalatka – Mezőségi magyar népzene (Gyűjtötte: Kallós Zoltán, Andrásfalvy Bertalan,  Martin György.) Hungaroton
- 1996 – Kallós Zoltán: Ez az utazólevelem (Balladák új könyve hangzó melléklet.) Akadémia Kiadó
- 1997 – Magyarszovát – Buza – Mezőségi népzene Fonó Records
- 1997 – Kallós Zoltán és az Ökrös Együttes: Búsulni sohasem tudtam… Fonó Records
- 1998 – Kallós Zoltán és az Ökrös Együttes: Idegen földre ne siess Fonó Records
- 1999 – Kallós archívum: Bonchida – Válaszút – Észak-mezőségi magyar népzene Fonó Records
- 2000 – Kallós archívum: Magyarlóna – Kalotaszegi népzene – Kovács Simon „Buráló” Fonó Records
- 2000 – Kallós archívum: Ördöngösfüzes – Mezőségi magyar népzene Fonó Records
- 2001 – Kallós archívum: Adok nektek aranyvesszőt–Moldvai csángómagyar népballadák Fonó Records
- 2001 – Kallós archívum: Visa – Észak-mezőségi magyar népzene Fonó Records
- 2002 – Kallós archívum: Mezőkeszü – Mezőségi magyar népzene Fonó Records
- 2003 – Kallós archívum: Feketelak – Mezőségi magyar népzene Fonó Records
- 2005 – Uram, irgalmazz nékünk! Moldvai szentes énekek és imádságok. Szerk. Pávai István. Fonó Records
- 2006 – Kallós Zoltán – Tüske zenekar: Hallod, babám, mit fütyörész a rigó! – Mezőségi magyar népzene 1. Magánkiadás

## Tagságai
- A Magyarországi Református Egyház tiszteletbeli presbitere
- A Magyar Néprajzi Társaság tiszteletbeli tagja
- A Magyar Művészeti Akadémia rendes tagja

## Díjak, elismerések
- 1990 – Életfa díj
- 1993 – Magyar Művészetért díj
- 1996 – Kossuth-díj
- 1996 – Julianus-díj
- 1997 – Martin György-díj
- 1997 – Szeged díszpolgára
- 1999 – Tőkés László-díj
- 2000 – Magyar Örökség díj
- 2001 – Magyar Corvin-lánc
- 2003 – Kölcsey-emlékplakett
- 2005 – a Csángó Kultúráért díj (visszautasította)[6]
- 2006 – Hazám-díj
- 2010 – A Magyar Köztársasági Érdemrend középkeresztje a csillaggal[7]
- 2011 – A Köztársaság Elnökének Érdemérme[8]
- 2014 – A Nemzet Művésze
- 2015 – a Magyar Művészeti Akadémia életműdíja[9]
- 2016 – Kolozs megye díszpolgára[10]
- 2016 – Szent István-díj[11]
- 2016 – a Kriza János Néprajzi Társaság életműdíja[12]
- 2017 – Kossuth-nagydíj[13]
- 2017 – Europa Nostra-díj[14] és közönségdíj[15]